# Kanton Saint-Germain-Lembron
Saint-Germain-Lembron is een voormalig kanton van het Franse departement Puy-de-Dôme. Het kanton maakte deel uit van het arrondissement Issoire tot het op 22 maart 2015 werd opgeheven en de gemeenten werden opgenomen in het op die dag gevormde kanton Brassac-les-Mines.

## Gemeenten
Het kanton Saint-Germain-Lembron omvatte de volgende gemeenten:
- Antoingt
- Beaulieu
- Boudes
- Le Breuil-sur-Couze
- Chalus
- Charbonnier-les-Mines
- Collanges
- Gignat
- Mareugheol
- Moriat
- Nonette
- Orsonnette
- Saint-Germain-Lembron (hoofdplaats)
- Saint-Gervazy
- Vichel
- Villeneuve